# Centro Geográfico del Ejército
El Centro Geográfico del Ejército (CEGET) es un organismo del Ejército de Tierra de España, encargado de facilitar la información y soporte geoespacial necesaria para las operaciones de las Fuerzas Armadas. También lleva a cabo tareas de asesoría en los aspectos militares relacionados con la cartografía y topografía. Se encuentra en el Acuartelamiento Alfonso X, situado en el distrito municipal de Latina de la ciudad de Madrid. Orgánicamente depende e la Jefatura de los Sistemas de Información, Telecomunicaciones y Asistencia Técnica (División de Operaciones del Estado Mayor del Ejército de Tierra). El mando del CEGET lo ocupa un coronel o teniente coronel del Ejército de Tierra.
Las funciones más importantes del Centro Geográfico del Ejército son las siguientes:
- Ser responsable de las publicaciones militares y de interés para la defensa.
- Llevar a cabo los apoyos en grabación y edición audiovisual con fines docentes o institucionales.
- Custodiar y conservar documentos cartográficos históricos y modernos.
- Apoyar a la Comisión de Límites con Francia y Portugal del Ministerio de Asuntos  Exteriores y Cooperación en el mantenimiento de las fronteras terrestres.

El Centro Geográfico del Ejército tiene su antecedente en las Secciones Segunda y Cuarta del Cuerpo de Estado Mayor, creado en 1810. En 1838 se inauguró el Depósito de la Guerra, dependiente de la Dirección General del Cuerpo de Estado Mayor. Cuatro años más tarde abrió sus puertas la Escuela de Estado Mayor, en la que se impartieron asignaturas relacionadas con geodesia y cartografía. Desde 1847 el Depósito de la Guerra se organizó en dos secciones, una de geografía y topografía y la otra de historia y estadística militar. En el mes de julio de 1931, proclamada la Segunda República, se disolvió el Depósito de la Guerra siendo sustituido por una sección cartográfica dependiente del Estado Mayor Central y otra de enlace con el Instituto Geográfico Nacional. En 1939, finalizada la Guerra Civil, se estableció el Servicio Geográfico y Cartográfico del Ejército haciéndose cargo casi todas las funciones del antiguo Depósito. Dos años más tarde se fundó la Escuela de Geodesia y Topografía del Ejército.
En 1998, en virtud de la Instrucción para la organización y funcionamiento del Ejército de Tierra, se creó el Centro Geográfico del Ejército como la unidad responsable los todos los aspectos operativos, logísticos y técnicos relacionados con la geodesia, la topografía y publicaciones del Ejército de Tierra. En 2002 se constituyó la Unidad Geográfica del Ejército de Tierra (UGET) para prestar apoyo a las unidades militares en operaciones o ejercicios.
El CEGET se organiza en: 
1. Jefatura y Plana Mayor de Mando
2. Jefatura de Información Geográfica
3. Jefatura de Programas y Coordinación
  1. Unidad de Ayudas Audiovisuales
4. Jefatura de Publicaciones
5. Unidad Geográfica del Ejército de Tierra (UGET)
6. Archivo Cartográfico y de Estudios Geográficos: Archivo Nacional desde 1998, cuenta con fondo histórico y moderno. Entre los documentos que se conservan se encuentran atlas, mapas y planos, memorias, itinerarios o aparatos topográficos.